# Sint-Egidiuskerk (Braunschweig)
De Sint-Egidiuskerk (Duits: Sankt Aegidienkirche) is een gotische hallenkerk in de Duitse stad  Braunschweig. Het is tegenwoordig de katholieke proosdijkerk van het decanaat Brunswijk in het bisdom Hildesheim.

## Geschiedenis

### Het klooster
De Egidiuskerk is van oorsprong een abdijkerk van een door Gertrudis van Brunswijk gesticht Benedictijns klooster gewijd aan de Heilige Maagd en de heilige Egidius. In de 12e eeuw beleefde dit klooster een grote bloei, niet in de laatste plaats door de reliekenverering van de heilige Auctor. Markgravin Gertrudis liet de relieken van deze heilige vanuit Trier naar Brunswijk overbrengen, die sinds het jaar 1200 de schutspatroon van Brunswijk is.
Op de oorspronkelijke romaanse bouw volgde na een brand in 1278 volledig nieuwbouw in de stijl van de Franse kathedraalgotiek. Tot omstreeks 1320 waren het koor, dwarsschip en twee oostelijke traveeën van het kerkschip voltooid. De beide westelijke traveeën kwamen rond 1437 gereed. In 1478 vond de wijding van de hele kerk plaats.

### De reformatie
In het jaar 1528 sloten, in navolging van de burgers van Brunswijk, de monniken van Sint-Egidius zich aan bij de reformatie. Het klooster werd opgeheven en als protestantse parochiekerk in gebruik genomen. De kloostergebouwen vielen in het beheer van de stad. Kort daarop betrokken cisterciënzer nonnen uit het in de Tweede Wereldoorlog vernietigde Heilig Kruisklooster op de Rennelberg de kloostergebouwen. In 1546 vond Katharina von Bora, bijgenaamd de Lutherin, na haar vlucht uit Wittenberg hier haar toevlucht. Vanaf 1605 werd het klooster als protestants vrouwenconvent in gebruik genomen.
Voordat de Egidiuskerk werd ingewijd als garnizoenskerk op 29 september 1718 onderging het interieur van het gebouw een barokke transformatie. Nadat de kerk in 1811 als parochiekerk werd opgeheven werd het volledige interieur, de kerkklokken incluis, verkocht. Het protestantse convent moest in 1832 wijken om een herinrichting van de kloostergebouwen tot een gevangenis mogelijk te maken.
De kerk zelf diende als wapenmagazijn en sinds 1836 als concertzaal. In verband met veiligheidsnormen werd de gevangenis in 1883 verplaatst naar een nieuwbouw op een aangekocht domein van het Heilig Kruisklooster op de Rennelberg .

### De 20e eeuw
Vanaf 1902 kregen klooster en kerk een museale functie. Ook tegenwoordig is een deel van het voormalige klooster nog in gebruik door een museum. Maar na de oorlog kreeg de kerk weer een sacrale bestemming.
Tijdens de Tweede Wereldoorlog werden de gebouwen sterk beschadigd. Omdat de katholieke Nicolaaskerk op 15 oktober 1944 volledig vernietigd werd, werd op 1 september 1945 de Sint-Egidiuskerk aan de rooms-katholieken overgedragen. Op 12 december 1948 vond er de eerste katholieke mis sinds 1528 plaats. Na de eigendomsverkrijging in 1958 werd het gebouw door de bisschop van Hildesheim opnieuw ingewijd. Van 1974 tot 1979 vonden omvangrijke restauraties plaats. Bij deze restauratie werden de relieken van de stadspatroon Sint-Auctor herontdekt.

## Bouwbeschrijving

### Exterieur
De Egidiuskerk is de enige hooggotische hallenkerk van Brunswijk. Typerend voor gotische bouw zijn de steunberen, waarmee de mogelijkheid werd gecreëerd om grote ramen in het kerkschip aan te brengen. In de kooromgang bevinden zich zijkapellen. Van het voormalige klooster zijn delen van de kruisgang en het refectorium bewaard. Hier bevinden zich nog delen van de romaanse voorgangerbouw. Voor de bouw werd kalksteen toegepast dat in de buurt van Brunswijk werd gewonnen.
Het ontbreekt de Egidiuskerk aan een klokkentoren. Oorspronkelijk werden er aan de westzijde twee torens voorzien waarvan de fundamenten reeds waren gelegd. Terwijl het kerkschip op een stevige lemen sokkel rust, bleek de ondergrond van de geplande torens te drassig om de massieve torens te dragen. Pogingen om de torens verder op te bouwen mislukten telkens weer. Wat er wel stond werd daarom in 1817 uiteindelijk gesloopt.

### Interieur
Het kerkschip is als een hallenkerk uitgevoerd. Aan de zuidelijke muur zijn resten van de romaanse voorgangerbouw te vinden. De kooromgang is bijzonder bezienswaardig. De kapitelen van de muurzuilen zijn er versierd met voorstellingen van demonen en bladornamenten. Met 11-13 seconden kent het gebouw een buitengewoon lange echo. Om het nagalmen te verminderen werd de kerk in de jaren 1990 van geluidsabsorberende wandbekledingen voorzien.
- De kansel is oorspronkelijk afkomstig uit een Dominicaanse kloosterkerk. Rond 1900 werd het klooster afgebroken, dat tot die tijd een profane bestemming had. De kansel vond daarna een plek in het in 1945 verwoestte Brunswijker Heilig Kruisklooster.
- Het in 2008 in gebruik genomen doopvont werd door Carl Constantin Weber van Portugees marmer gemaakt en symboliseert een vol visnet, daarmee verwijzend naar een passage in het Nieuwe Testament waarin Jezus Zijn apostelen Peter, Andreas, Jacobus en Johannes oproept om vissers van mensen te zijn (Mattheüs 4:19). In contrast tot de rode zandstenen kerkvloer werd onder het doopvont een grijze vloer gelegd met grafische lijnen die het water symboliseren.
- In de Sint-Auctorkapel bevindt zich een grafmonument uit 1710 die hertog Anton Ulrich liet vervaardigen.
- Het orgel van de Egidiuskerk werd door de orgelbouwer Klais uit Bonn gemaakt in 1965. Het sleepladen-instrument heeft 45 registers verdeeld over drie manualen en pedaal. De speeltracturen zijn mechanisch, de registertracturen elektrisch. Een bijzonderheid vormt de trompeta magna in het hoofdwerk, die als horizontaal register is uitgebouwd.

## Afbeeldingen

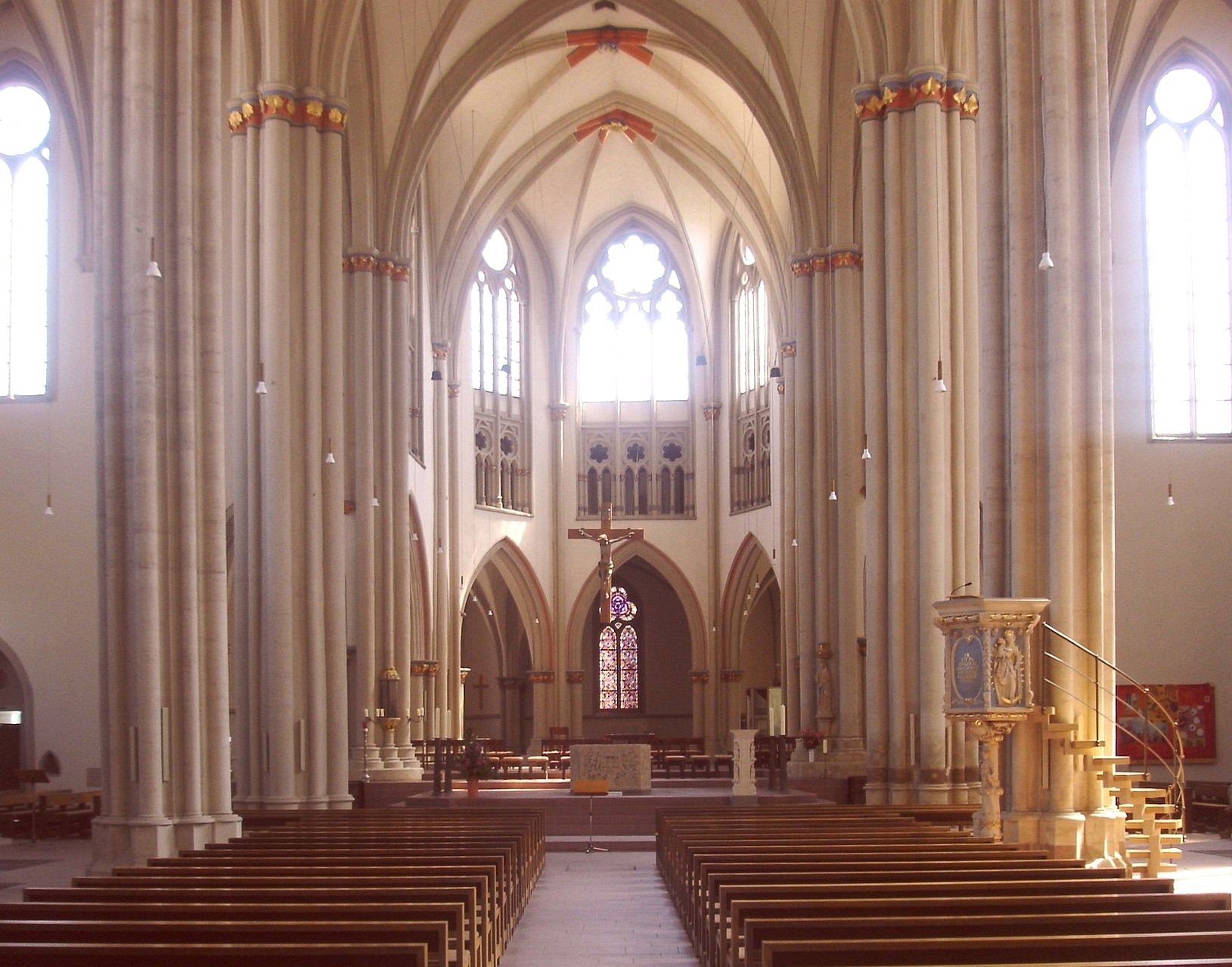
Interieur
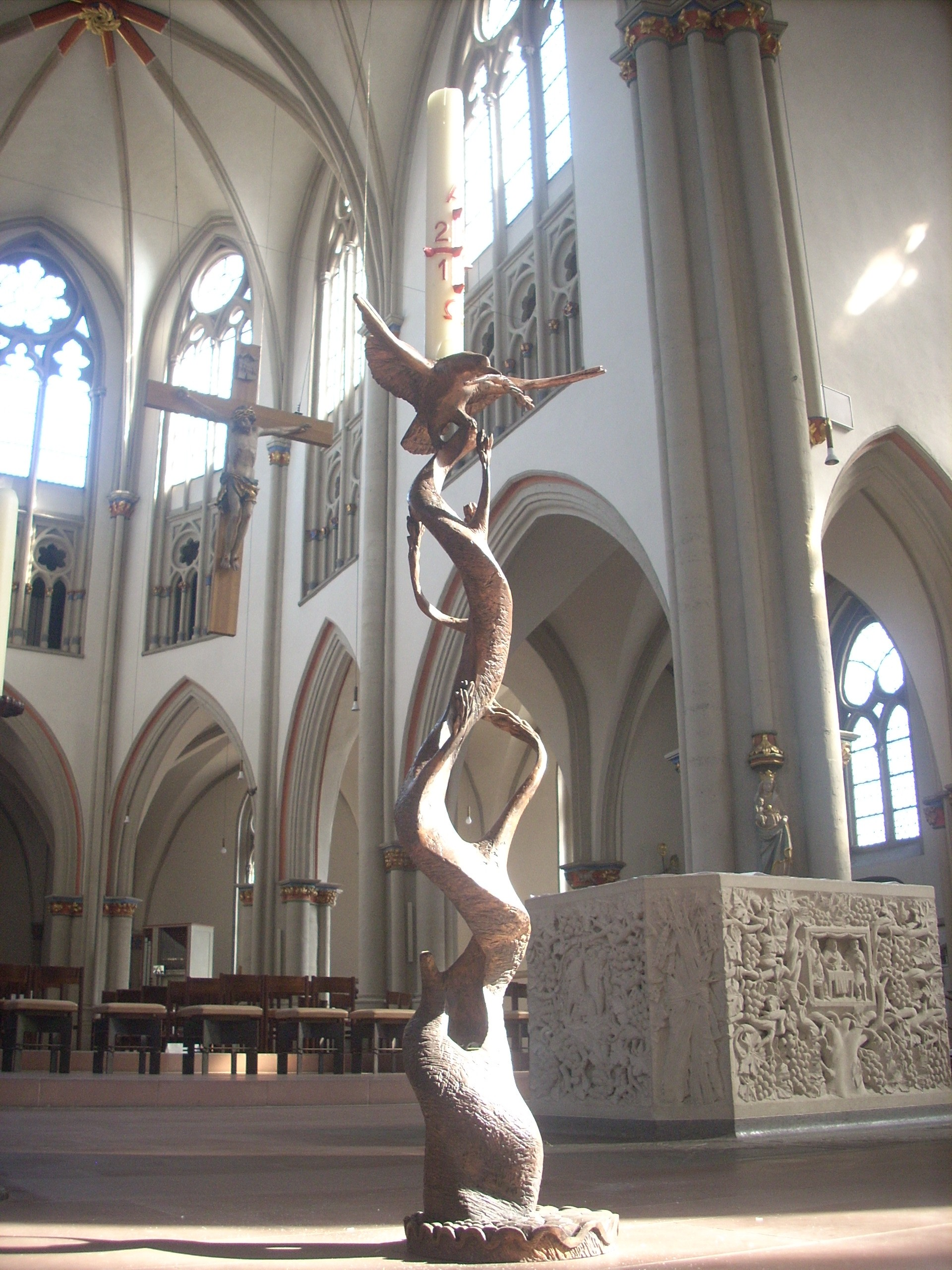
Kandelaar
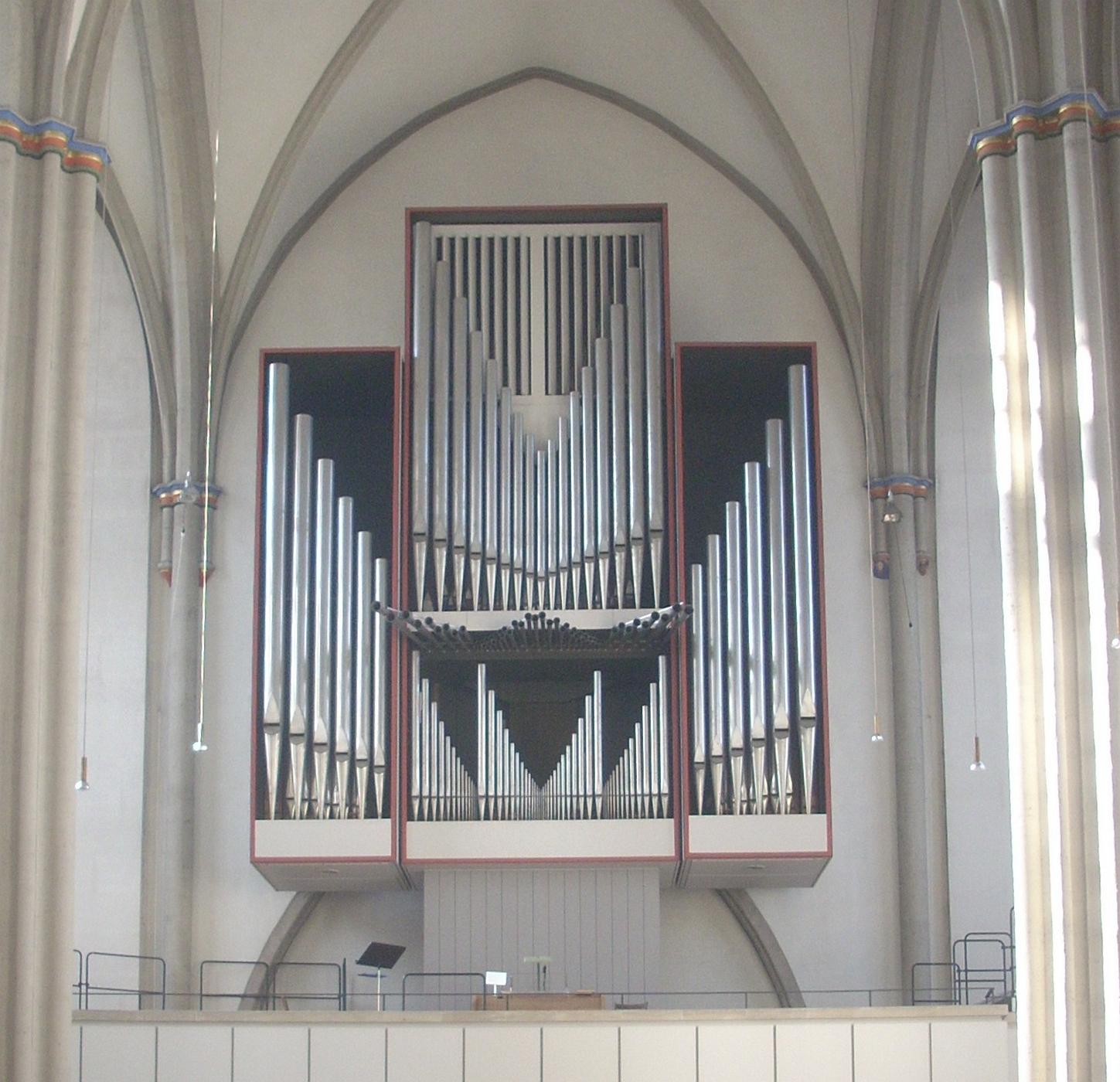
Orgel
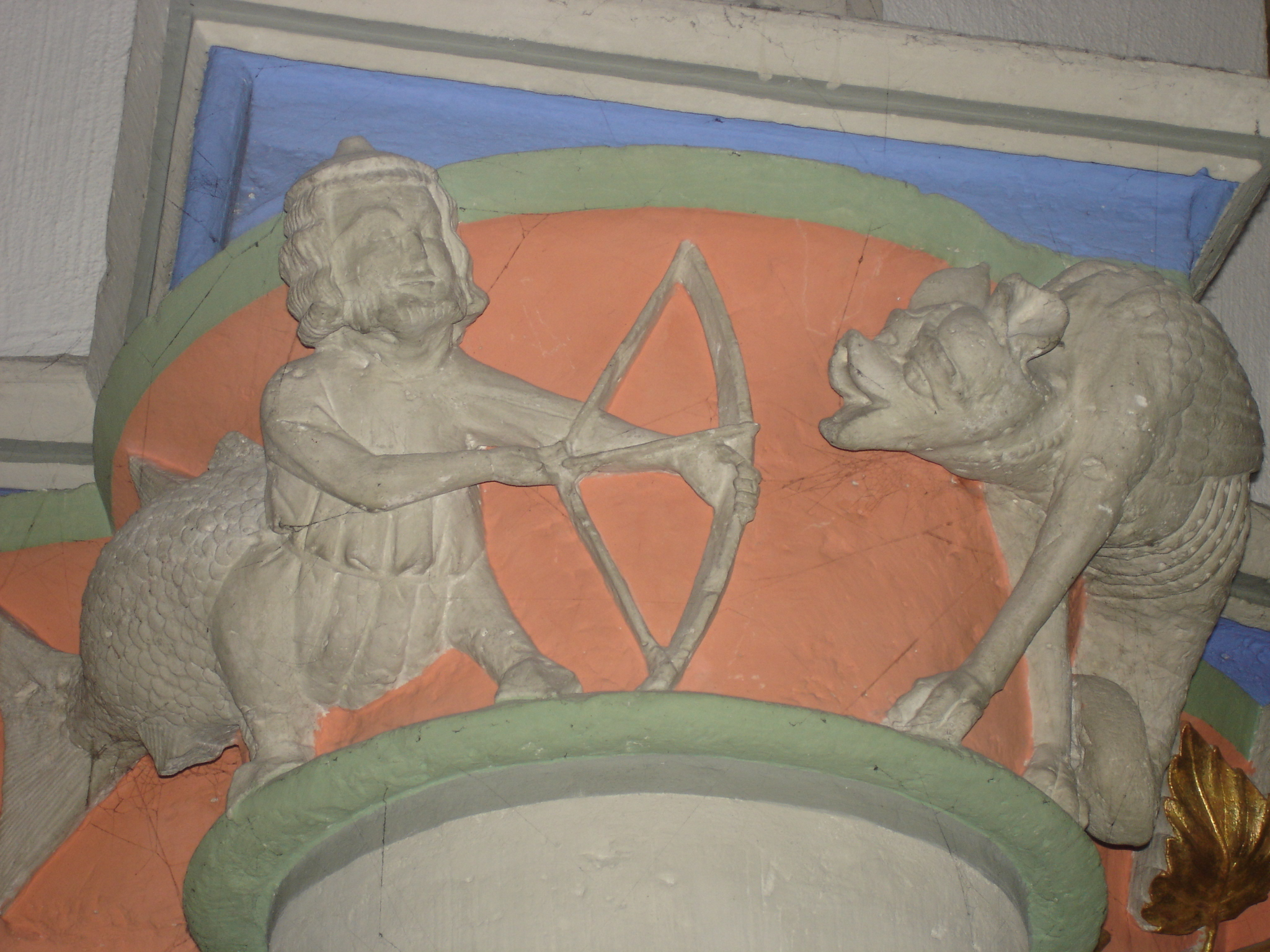
Kapiteel